# Jugendliebe (film 1947)
Jugendliebe è un film del 1947 scritto e diretto da Eduard von Borsody. Il soggetto si ispira al racconto Romeo und Julia auf dem Dorfe dello scrittore svizzero Gottfried Keller, pubblicato nel 1856 in Gente di Seldwyla.
Il film, che aveva come interpreti principali Rose Marten e John Pauls-Harding, fu girato nel 1943, ma venne distribuito soltanto nel dopoguerra, con una prima berlinese del 27 febbraio 1947.

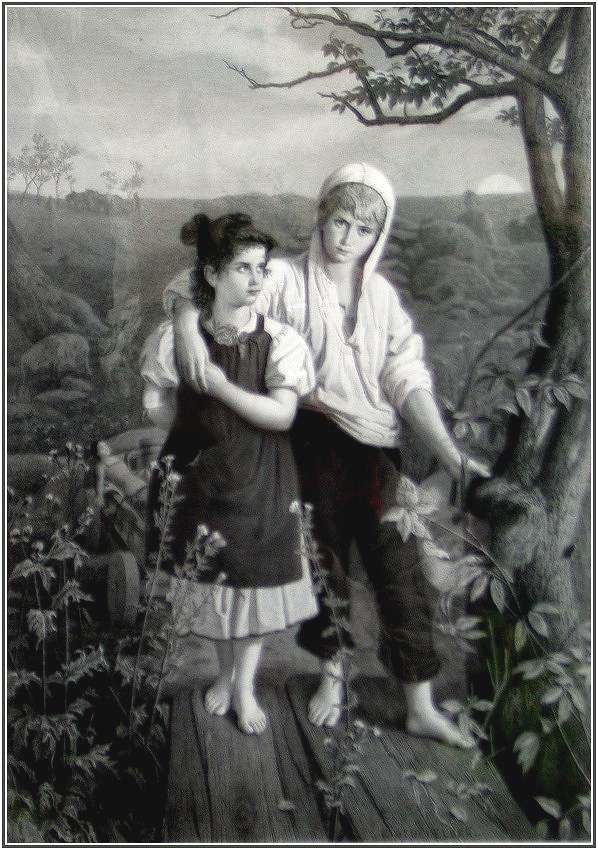
Olio di Ernst Stückelberg (1831–1903) che illustra una scena del racconto originale di Keller

## Produzione
Il film, che venne prodotto dalla Tobis Filmkunst di Berlino, venne girato nel 1943, dal 2 agosto al novembre di quell'anno, nei dintorni di Lienz.

## Distribuzione
In Germania, il film fu presentato in prima a Berlino il 27 febbraio 1947. Nel 1950, con il titolo Die Vroni vom Bergbauernhof, fu distribuito anche in Austria.